# Simmental (razza bovina)
Simmental è una razza bovina originaria delle valli del fiume Simme, nell'Oberland Bernese nel Canton Berna in Svizzera.
La sua area di allevamento è molto vasta perché viene allevata in zone come la Germania, l'Austria, la Russia, l'Australia, e l'America Latina e alto savonese

## Storia
Tra le più antiche e più ampiamente distribuite di tutte le razze bovine nel mondo, conosciuta sin dal Medioevo, la razza Simmental ha contribuito alla creazione di parecchie altre famose razze europee come ad esempio la Montbeliarde (Francia), la razzetta d'Oropa (Italia) e la Fleckvieh (Germania).

## Caratteristiche
La Simmental è storicamente utilizzata per il latte, la carne e come animale da tiro. È particolarmente apprezzata per la rapida crescita dei vitelli, se nutriti adeguatamente. La Simmental presenta un rendimento combinato di crescita allo svezzamento e produzione di latte maggiore di qualsiasi altra razza.
L'altezza al garrese è in genere di 1,35-1,40 m nella vacca e di 1,40-1,45 m nel toro, con un peso vivo di circa 700-800 kg nelle vacche e 800-1 100 kg nei tori.
Il colore tradizionale della Simmental è stato variamente definito come "a chiazze rosse e bianche" o "dorato e bianco" anche se non esiste una specifica colorazione e le sfumature predominanti spaziano da un giallo-oro pallido fino a un rosso molto scuro (quest'ultima molto comune negli Stati Uniti d'America). Il muso è solitamente bianco e questa caratteristica viene spesso trasmessa ai vitelli incrociati con altre razze. Il muso bianco è geneticamente differente dalla testa bianca della razza Hereford.